# Spring Valley (Wisconsin)
Spring Valley è un villaggio degli Stati Uniti d'America, situato in Wisconsin, diviso tra la contea di Pierce e la contea di St. Croix.